# Javier Sotomayor
Javier Sotomayor Sanabria (Limonar, 13 oktober 1967) is een Cubaans voormalig hoogspringer. Hij werd op dit onderdeel olympisch kampioen, zesmaal wereldkampioen (tweemaal outdoor en viermaal indoor) en meervoudig nationaal kampioen. Hij heeft zowel het in- als het outdoor wereldrecord in handen met sprongen van respectievelijk 2,43 m en 2,45 m. In 227 wedstrijden sprong hij 2,30 of hoger en 21 maal boven de 2,40. Hij sprong achtmaal de beste jaarprestatie (1988, 1989, 1992-1995, 1997, 1998). Hij wordt algemeen gezien als de beste hoogspringer aller tijden.

## Biografie

### WJR op zestienjarige leeftijd
Sotomayor sprong op zijn vijftiende al 2,17 en was zestien, toen hij met 2,33 een wereldjeugdrecord vestigde. En dat terwijl hij in eerste instantie vanwege zijn lengte als veelbelovend basketbalspeler op een Cubaanse sportschool was terechtgekomen. De coaches die hem begeleidden, voorzagen echter eerder een carrière voor hem in het hoogspringen en die overtuiging bleek goud waard. In 1986 had hij, achttien jaar oud inmiddels, zijn PR al op 2,36 gesteld.

### Boycot dwarsboomde deelname aan OS 1984 + 1988
Wegens de Cubaanse boycot kon Sotomayor niet meedoen aan de Olympische Spelen van 1984 in Los Angeles. In plaats hiervan nam hij deel aan het hoogspringen op de Vriendschapsspelen in Moskou. Hier veroverde hij met een beste poging van 2,25 een gedeelde eerste plaats met de Sovjet-Rus Valeriy Sereda.
Door blessures kwam Sotomayor op verschillende kampioenschapstoernooien in 1987 nog niet echt uit de verf. Zo viel hij op de wereldindoorkampioenschappen in Indianapolis (vierde met 2,32) en de wereldkampioenschappen in Rome (negende met 2,29) nog buiten de prijzen. Twee jaar later veroverde hij echter met een wereldrecordsprong van 2,43 op de WK indoor in Boedapest zijn eerste van in totaal vier wereldindoortitels.
Op 8 september 1988, tijdens een wedstrijd in het Spaanse Salamanca, verbeterde Sotomayor ook het wereldrecord hoogspringen outdoor tot 2,43, 1 centimeter hoger dan het record dat de Zweed Patrik Sjöberg ruim een jaar eerder in Stockholm had gevestigd. Opnieuw werd hem door een boycot echter de mogelijkheid ontnomen om zijn kunnen te tonen op de Olympische Spelen, die ditmaal in Seoel plaatsvonden en vier dagen later van start gingen. Cuba boycotte namelijk ook deze Spelen, tezamen met nog zes andere, economisch zwakke landen, waaronder Noord-Korea, Albanië en Ethiopië.
Op 27 juli 1993 vestigde hij het wereldrecord in het Spaanse Salamanca met een sprong over 2,45 meter. Dit wereldrecord staat tot vandaag nog op zijn naam.

### Olympisch kampioen
In 1992 kreeg Javier Sotomayor eindelijk zijn kans en die greep hij met beide handen aan: op de Olympische Spelen van Barcelona leverde hij zijn grootste prestatie. Hij werd olympisch kampioen en versloeg met een hoogte van 2,34 de Zweed Patrik Sjöberg (zilver; 2,34). Het brons werd gedeeld door Hollis Conway (USA), Tim Forsyth (AUS) en Artur Partyka (POL), die eveneens allemaal over 2,34 sprongen. Het verschil tussen de Cubaan en zijn directe opponenten was dat, terwijl alle anderen meer dan één poging nodig hadden om 2,34 te overbruggen, hij als enige hierin reeds slaagde bij zijn eerste poging. Toen vervolgens alle anderen faalden bij hun derde poging over 2,37, kon Sotomayor de gouden medaille niet meer ontgaan en wisselde hij zijn laatste poging op deze hoogte in voor een sprong over de olympische recordhoogte van 2,39. Die mislukte.

### Wereldtitel
In 1993 werd Javier Sotomayor in Stuttgart voor de eerste maal wereldkampioen. Met een sprong van 2,40 versloeg hij Artur Partyka (zilver; 2,37) en de Brit Steve Smith (brons; 2.37). Vier jaar later prolongeerde hij deze titel in Athene met een beste poging van 2,37. Op de Olympische Spelen van Atlanta behaalde hij een elfde plaats met 2,25.

### Schorsing en opnieuw eremetaal op OS
Na de Pan-Amerikaanse Spelen 1999 werd de Cubaan positief bevonden op cocaïne en voor een jaar geschorst. In 2000 behaalde hij de zilveren medaille bij de Olympische Spelen van Sydney in de stromende regen.

## Titels
- Olympisch kampioen hoogspringen - 1992
- Wereldindoorkampioen hoogspringen - 1989, 1993, 1995, 1999
- Wereldkampioen hoogspringen - 1993, 1997
- Goodwill Games kampioen hoogspringen - 1994, 1998
- Pan-Amerikaans kampioen hoogspringen - 1987, 1991, 1995
- Ibero-Amerikaans kampioen hoogspringen - 1986, 1988, 1992, 1996
- Centraal-Amerikaans en Caribisch kampioen hoogspringen - 1985, 1989
- Cubaans kampioen hoogspringen - 1986 t/m 1989, 1991 t/m 1995, 1998, 1999, 2001
- Wereldjeugdkampioen kampioen hoogspringen - 1986
- Pan-Amerikaans jeugdkampioen hoogspringen - 1986
- Centraal-Amerikaans en Caribisch jeugdkampioen hoogspringen - 1986

## Persoonlijke records
| Onderdeel              | Prestatie   | Datum        | Plaats    |
| ---------------------- | ----------- | ------------ | --------- |
| hoogspringen (outdoor) | 2,45 m (WR) | 27 juli 1993 | Salamanca |
| hoogspringen (indoor)  | 2,43 m (WR) | 4 maart 1989 | Boedapest |

### Wereldrecords (outdoor)
| Hoogte (m) | Datum      | Plaats    |
| ---------- | ---------- | --------- |
| 2,43       | 08.09.1988 | Salamanca |
| 2,44       | 29.07.1989 | San Juan  |
| 2,45       | 27.07.1993 | Salamanca |

## Palmares

### hoogspringen
Kampioenschappen
- 1984:  Vriendschapsspelen - 2,25 m
- 1985:  WK indoor - 2,30 m
- 1985:  Wereldbeker - 2,28 m
- 1985:  Wereldbeker - 2,25 m
- 1986:  Pan-Amerikaanse jeugdkampioenschappen - 2,27 m
- 1986:  WJK - 2,25 m
- 1987: 4e WK indoor - 2,32 m
- 1987: 9e WK - 2,29 m
- 1987:  Pan-Amerikaanse Spelen - 2,32 m
- 1989:  WK indoor - 2,43 m (WR)
- 1989:  Universiade - 2,34 m
- 1991:  WK indoor - 2,31 m
- 1991:  Pan-Amerikaanse Spelen - 2,35 m
- 1991:  WK - 2,36 m
- 1992:  OS - 2,34 m
- 1992:  Wereldbeker - 2,26 m
- 1993:  WK indoor - 2,41 m
- 1993:  WK - 2,40 m
- 1994:  Goodwill Games - 2,40 m
- 1994:  Wereldbeker - 2,40 m
- 1995:  WK indoor - 2,38 m
- 1995:  Pan-Amerikaanse Spelen - 2,40 m
- 1995:  WK - 2,37 m
- 1996: 11e OS - 2,25 m
- 1997:  WK - 2,37 m
- 1998:  Goodwill Games - 2,33 m
- 1998:  Wereldbeker - 2,28 m
- 1999:  WK indoor - 2,36 m
- 2000:  OS - 2,32 m
- 2001: 5e WK indoor - 2,25 m

Golden League-podiumplaatsen
- 1998:  Weltklasse Zürich - 2,32 m
- 1998:  ISTAF - 2,28 m
- 1999:  Bislett Games - 2,28 m
- 2000:  Herculis - 2,30 m

1896: Ellery Clark ·
1900: Irving Baxter ·
1904: Samuel Jones ·
1908: Harry Porter ·
1912: Alma Richards ·
1920: Richmond Landon ·
1924: Harold Osborn ·
1928: Robert Wade King ·
1932: Duncan McNaughton ·
1936: Cornelius Johnson ·
1948: John Winter ·
1952: Walter Davis ·
1956: Charles Dumas ·
1960: Robert Sjavlakadze ·
1964: Valeri Broemel ·
1968: Dick Fosbury ·
1972: Jüri Tarmak ·
1976: Jacek Wszoła ·
1980: Gerd Wessig ·
1984: Dietmar Mögenburg ·
1988: Hennadi Avdjejenko ·
1992: Javier Sotomayor ·
1996: Charles Austin ·
2000: Sergej Kljoegin ·
2004: Stefan Holm ·
2008: Andrej Silnov ·
2012: Erik Kynard ·
2016: Derek Drouin ·
2020: Gianmarco Tamberi & Mutaz Essa Barshim ·
2024: Hamish Kerr
1983 Hennadi Avdjejenko ·
1987 Patrik Sjöberg ·
1991 Charles Austin ·
1993 Javier Sotomayor ·
1995 Troy Kemp ·
1997 Javier Sotomayor ·
1999 Vjatsjelav Voronin ·
2001 Martin Buß ·
2003 Jacques Freitag ·
2005 Joeri Krymarenko ·
2007 Donald Thomas ·
2009 Jaroslav Rybakov ·
2011 Jesse Williams ·
2013 Bohdan Bondarenko ·
2015 Derek Drouin ·
2017 Mutaz Essa Barshim ·
2019 Mutaz Essa Barshim ·
2022 Mutaz Essa Barshim ·
2023 Gianmarco Tamberi
- World Athletics: 14169305
- International Standard Name Identifier: 0000 0000 2296 8793
- Library of Congress Control Number: n00089014
- Virtual International Authority File: 38151818
- WorldCat: E39PBJvhq673yRGytmYvHK8XBP